# Ignifugidad

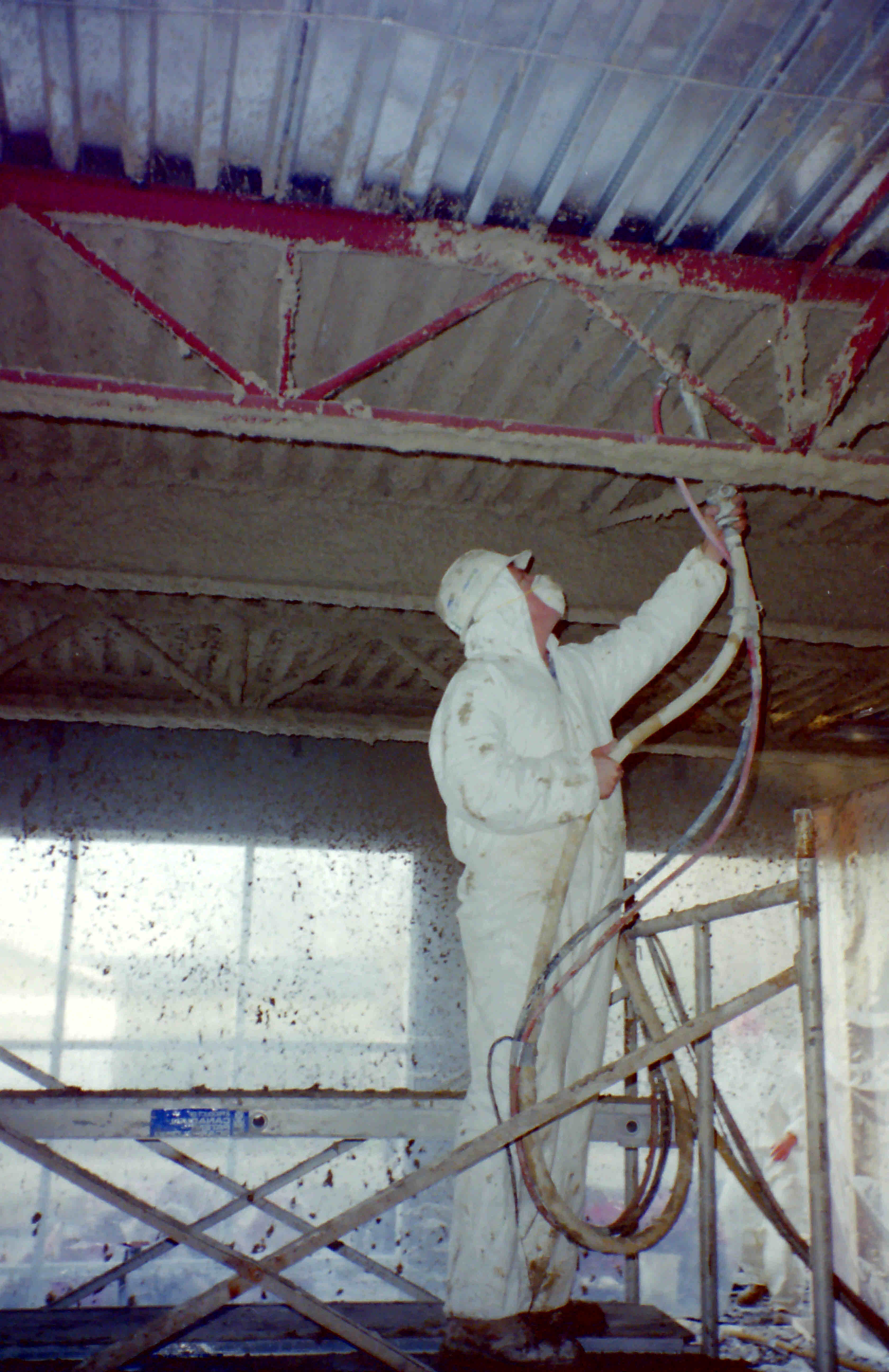
Instalación de un recubrimiento ignífugo a base de yeso.

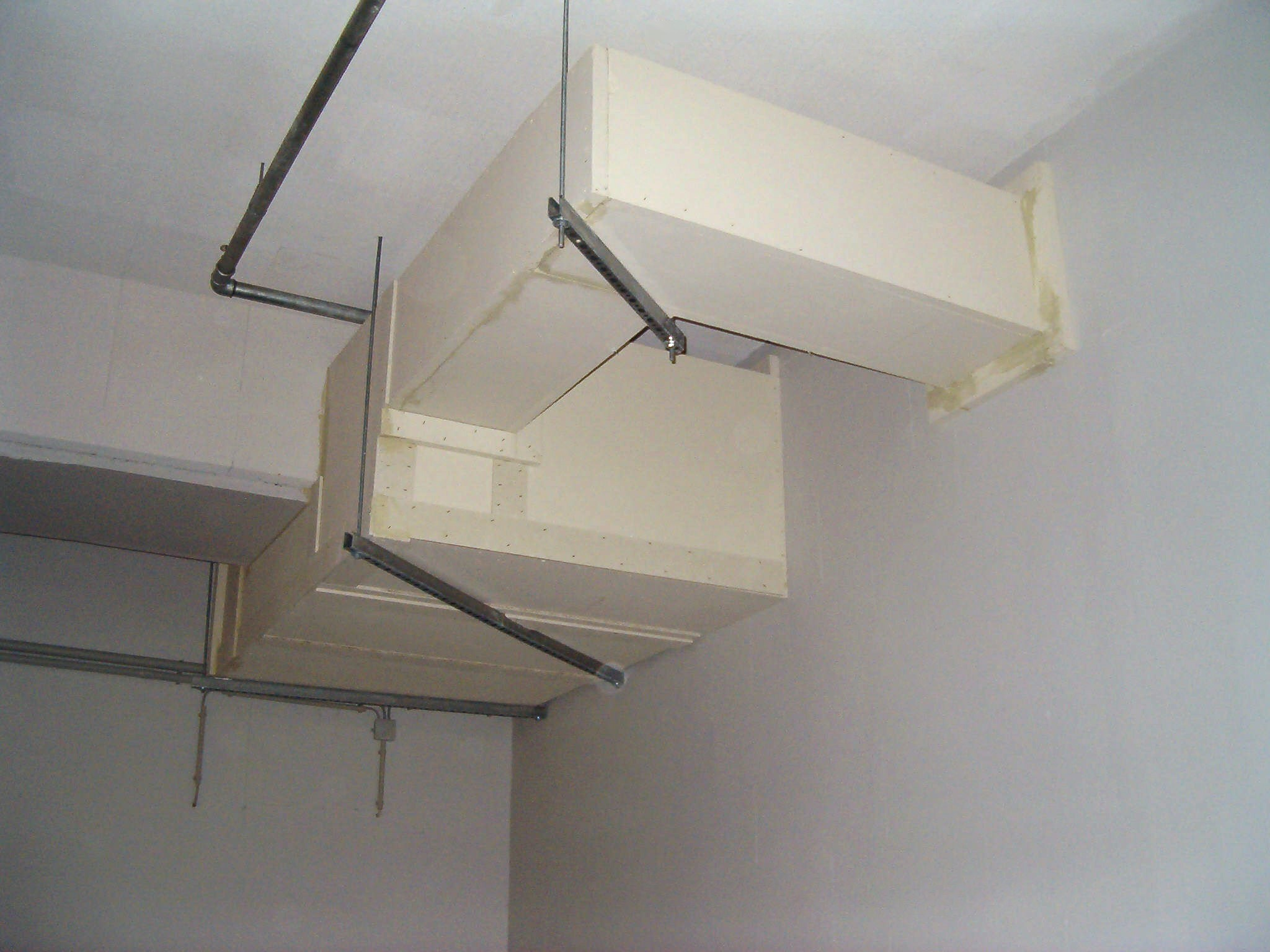
Protección ignífuga de sistemas de bandejas de cables, utilizando paneles de silicato de calcio.

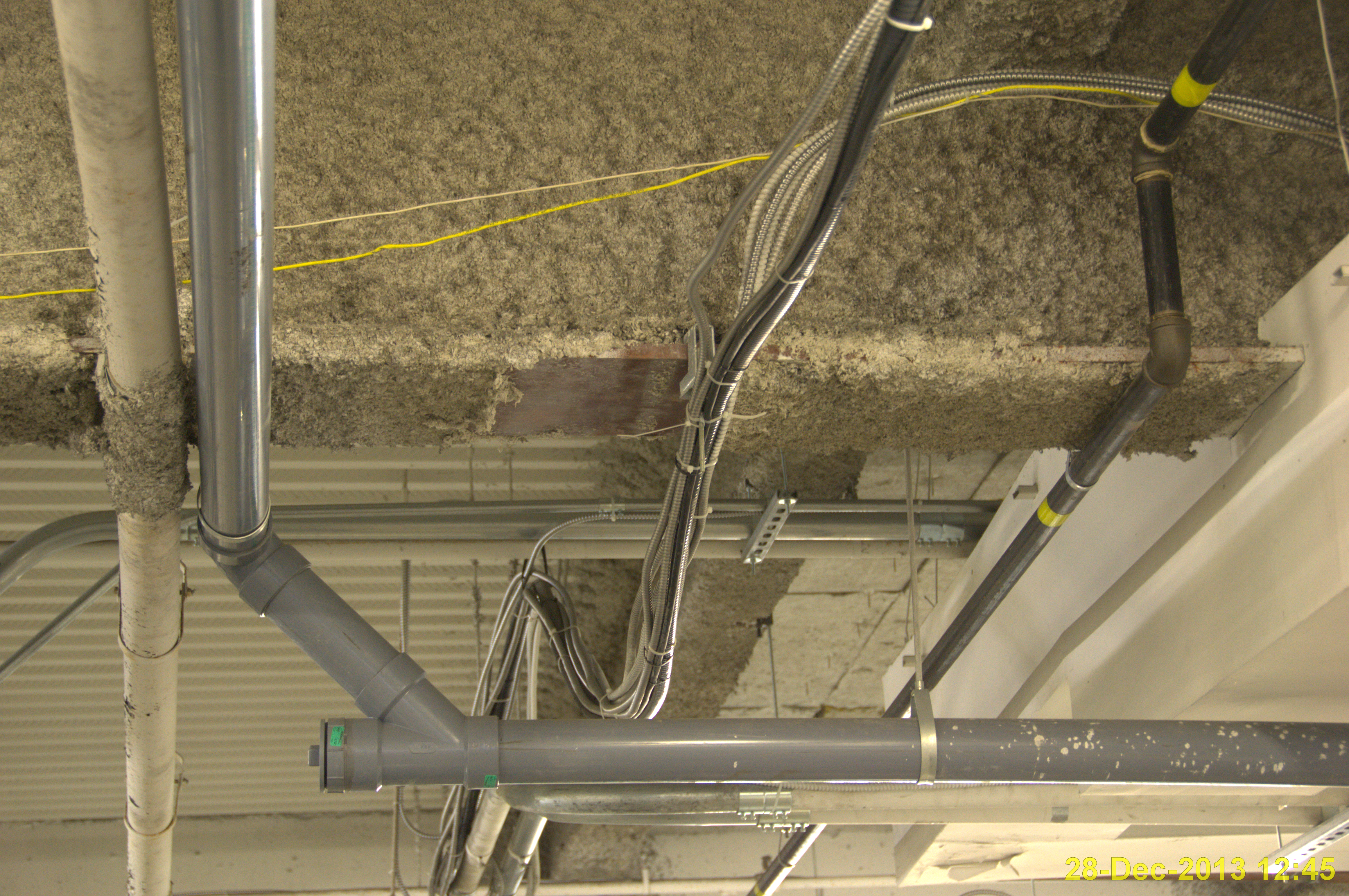
Protección ignífuga dañada a base de spray de lana de vidrio, cemento y aditivos en un vendedor de vehículos de Toronto.

La ignifugidad es la característica de un tipo de construcción o material que es resistente al calor y al fuego. Es un tipo de medida pasiva que brinda protección a los materiales o a las estructuras ante el fuego mediante el uso de materiales o estructuras que son más resistentes al fuego y a su propagación.

## Historia
Los sistemas ignífugos se cree que se originaron tras el gran incendio de Roma que arrasó parte de la ciudad durante la segunda mitad del primer siglo de nuestra era, a partir de ahí se fueron tomando las primeras medidas contra los incendios.

## Materiales ignífugos
Los sistemas ignífugos pueden variar de material, dependiendo de la base a ignifugar. Los cerramientos, tanto verticales como horizontales, que separan sectores de incendio que sean atravesados por instalaciones, deben quedar sellados para evitar el paso del fuego. Para ello, según el elemento que lo atraviesa y el elemento atravesado, se utilizan distintos tipos de materiales.
Los materiales ignífugos tanto aplicados sobre estructuras (morteros) como instalados para sectorizar o utilizados para compartimentar (sellado de pasos de instalaciones, tabiques o trasdosados), lo que hacen es retardar las consecuencias del fuego. Al realizar este tipo de protección conseguimos dilatar el tiempo para permitir tanto la evacuación de las personas, como el acceso de los cuerpos especializados en extinción de incendios por un determinado plazo de tiempo.

## En la construcción
La aplicación de un sistema ignífugo certificado a determinadas estructuras permite que las mismas tengan un determinado índice de resistencia al fuego. En Estados Unidos el término "ignífugo" es un término de la industria el cual se encuentra especificado en Las especificaciones de Construcción de Estados Unidos, lo cual no significa que un determinado material no se puede quemar o tornarse inoperable si se lo expone al fuego. El índice se corresponde con un determinado desempeño bajo condiciones de ensayo específicas.
La incorporación de sustancias ignífugas en las fórmulas de los materiales puede modificar ciertas propiedades del material. Los polímeros halogenados como el PVC son autoextinguibles (auto-ignífugos), sin embargo el PVC plastificado es inflamable·.